# Institución Educativa de Santa Librada
La Institución Educativa de Santa Librada (Anteriormente Colegio Republicano de Santa Librada) es una institución pública de educación secundaria ubicado en la ciudad de Santiago de Cali, capital del Departamento del Valle del Cauca. Fue fundado el 29 de enero de 1823 por el entonces Vicepresidente de la Gran Colombia, el General Francisco de Paula Santander. Su temprana fundación en una etapa histórica en que la guerra de independencia de Colombia llegaba a su fin y estaba naciendo un nuevo estado republicano, hace de este colegio el más antiguo de la ciudad.

## Origen del nombre Santa Librada
Se eligió el nombre de Santa Librada en honor a la santa Librada, mártir portuguesa patrona de las mujeres mal casadas y cuya festividad se celebra el 20 de julio, día en el cual fue declarada la independencia de Colombia.

## Trasfondo histórico
En 1821 las grandes campañas bélicas de la guerra de independencia ya iban pasado y el gobierno republicano empezaba a consolidarse. La educación  en la nueva República era entonces una de las prioridades a establecer del nuevo gobierno. Fue entonces promulgada la Ley sobre el establecimiento de colegios en cada una de las provincias, para lo cual se ordenó la supresión de conventos menores, la cual permitió que distintos edificios, propiedades y bienes de las distintas órdenes religiosas del país fueran utilizadas para la educación de la población.
En la ciudad de Cali el interés por la creación de un centro educativo republicano fue inmediato. El 6 de octubre de ese mismo año el Gobierno Central le notifica al gobernador de la Provincia de Popayán la Ley de supresión de conventos y se le pide que valore las condiciones de la ciudad de Cali para aplicar dicha ley. El 24 de septiembre de 1822 el procurador general del Ayuntamiento de Cali hace una solicitud oficial para la creación de un colegio en la ciudad, aclarando que para la fecha ya se encontraban suprimidos los conventos de San Agustín y Santo Domingo, lo cual facilitaría la instalación del colegio.
Habiéndose demostrado la importancia del establecimiento de un colegio en la ciudad y teniéndose las condiciones óptimas para ello, el general Francisco de Paula Santander, entonces vicepresidente de la nación pero encargado del poder ejecutivo creó el Decreto del 29 de enero por el cual se crea el Colegio de Santa Librada en Cali. Esto fue un evento transcendental en la historia de la ciudad y para el establecimiento de la educación pública en esta región del país, y coincidió con el nombramiento de la ciudad como capital provincial. En el decreto en cuestión se establece el nombre del colegio y establece la sede del mismo en la antiguas instalaciones de convento suprimido de San Agustín el cual se situaba en la Carrera 4 con Calle 13.

## Historia

### Primeros años

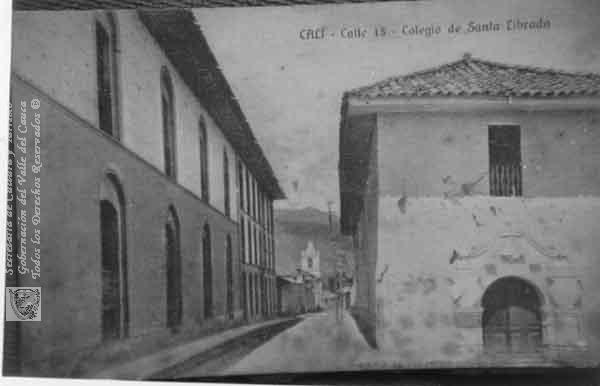
Antigua sede del Colegio, donde había estado el convento San Agustín.

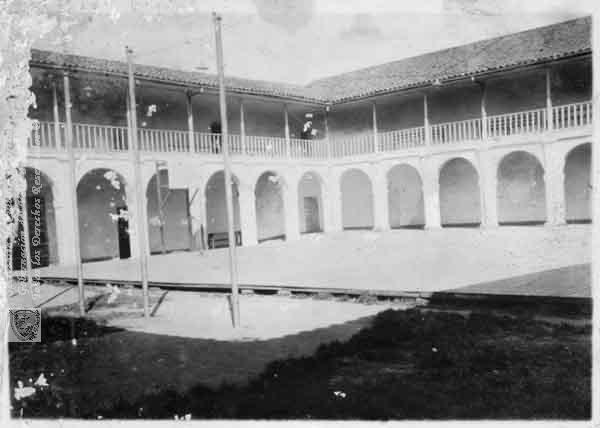
Interior del convento.

El Colegio Republicano de Santa Librada fue oficialmente fundado el 29 de enero de 1823 mediante un decreto del Gobierno a cargo del General Francisco de Paula Santander. Este decreto establecía la fundación del colegio en las antiguas instalaciones del convento San Agustín, el cual había quedado suprimido mediante la Ley del 28 de julio del año 1821.
El decreto en cuestión contaba con 13 artículos entre los cuales establecía el cuerpo administrativo de la institución (Rector, Vicerrector, un pasante de estudios y un capellán), los estudios a desarrollarse en la misma y la lengua en que se debían dictar (Aclarando que las cátedras de filosofía y mineralogía debían ser enseñadas en castellano), las rentas del colegio, el salario de los profesores y del cuerpo administrativo, las becas otorgadas al colegio para distribuirse entre los huérfanos de la guerra de independencia y para los hijos de indígenas de Popayán y Chocó, entre otras cosas.
El 17 de octubre de 1823 se hizo un llamado a la ciudadanía para que asistiera al acto solemne de instalación del colegio, el cual se llevó a cabo al día siguiente. El acto fue presidido por el entonces alcalde ordinario José María Gonzaléz, durante el mismo el primer rector de la institución, el señor Mariano del Campo Larraondo prestó juramento, y este mismo tomó el juramento a los primeros 27 estudiantes. Finalizado el acto el Colegio Republicano de Santa Librada empezó sus funciones.

#### Elección del primer rector
En el decreto por el cual se fundó el colegio, el gobierno se reservaba por esa primera vez el nombramiento del rector, y el vicerrector sería nombrado por el intendente. Desde Popayán se recomendó al doctor Mariano Larraondo y Valencia para desempeñar este papel. El 21 de junio de ese año se notifica el nombramiento del doctor Larraondo como rector del colegio.

República de Colombia, Francisco de Paula Santander de los libertadores de Venezuela y Cundinamarca, condecorado con la Cruz de Boyacá, general de la división de los ejércitos de Colombia, Vicepresidente de la República, encargado del poder ejecutivo: por cuanto atendiendo a los méritos, aptitud y aparentes cualidades del Doctor Mariano Larraondo y Valencia, tuvo a bien nombrarle por decreto de 27 de mayo último para rector del Colegio Santa Librada establecido en la ciudad de Caly [sic]. Por tanto, he venido en expedirle el presente título, en virtud del cual será habido y tenido para tal rector de este Colegio:...
Nombramiento del Doctor Mariano Larraondo y Valencia como primer rector del Colegio de Santa Librada de Cali.

### 

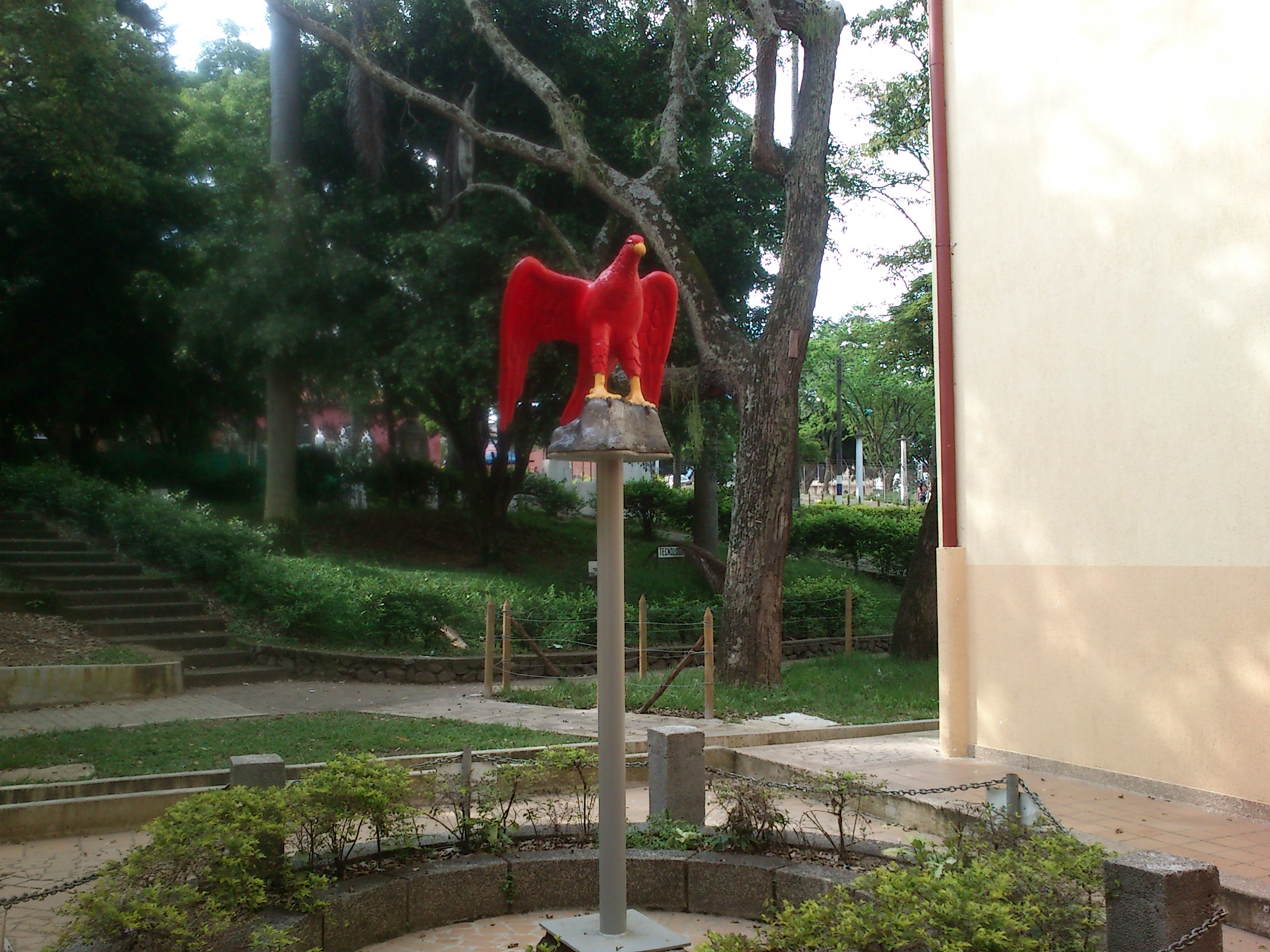
El Águila roja es la mascota del colegio.

### sigloXX

#### Cambio de sede
Desde su fundación hasta la década de 1940 el colegio siguió funcionando en el antiguo convento San agustín, a excepción de la iglesia del convento, la cual siguió perteneciendo a la Diócesis debido a que estaba dedicada al culto público,. El 22 de agosto de 1942 las instalaciones del colegio se trasladaron al edificio ubicado sobre la Carrera 15 con Calle 6, lugar donde se encuentra ubicado en la actualidad. 
Estas instalaciones fueron construidas por el Gobierno Nacional en un lote de 28 147 m² específicamente para alojar al colegio. El lote fue cedido por el Municipio al colegio mediante la escritura pública n.º 409 del 22 de marzo de 1938. En el momento de la construcción el edificio fue dotado con todas las herramientas necesarias para una enseñanza moderna y para una capacidad no menor de 800 estudiantes.

#### Década de 1940 - Actualidad
En 1945, el colegio fue también la sede de la recién creada Universidad Industrial del Valle, la cual años más tarde se convertiría en la Universidad del Valle. La universidad funcionó en las mismas instalaciones del colegio hasta mediados de la década de 1950, cuando se construyó la Sede de San Fernando.
Durante toda su historia el colegio ha desempeñado un papel crucial para el desarrollo de la ciudad, no solo por su papel académico, sino también por su papel político. El colegio fue sede de variadas reuniones de orden político, y muchos de sus alumnos, egresados, profesores y rectores formaron parte de las distintas contiendas que revolucionaron y moldearon al país desde su independencia.

## Símbolos Representativos

### Águila Roja
A lo largo de la historia de Santa Librada se nos habla del Cambio De Sede hacia la carrera 15 con calle 6, ese lugar era un bosque en el cual se encontraba una Águila roja  que pronto se convertiría en la mascota del colegio. Según algunos rumores, la estatua del águila que se encuentra en el Bloque A (O que se encontraba, ya que en este momento el Bloque A se encuentra en reconstrucción por lo tanto la estatua fue restada de su sitio) es el cuerpo del águila disecado, sin embargo, lo más probable es que sea una simple estatua.

### Ceiba
En el centro del colegio y al lado del Teatrino se encuentra una  la cual fue plantada en el año de 1938, teniendo así más de 80 años.
Se volvió uno de los Símbolos Representativos de la institución ya que es el único árbol de gran tamaño de todos los que ha habido que no se ha cortado.

## Exalumnos ilustres
- Eliseo Payán - Fue Gobernador del Estado Soberano del Cauca (15 de agosto de 1863-15 de agosto de 1867), Vicepresidente de Colombia (1 de abril de 1886 - 8 de febrero de 1888) y Presidente desde enero hasta junio de 1887, y nuevamente desde diciembre hasta el 8 de febrero de 1888.
- Jorge Holguín - Presidente de la República en dos ocasiones, la primera desde el 9 de junio de 1909 hasta 4 de agosto del mismo año. La segunda desde el 11 de noviembre de 1921 hasta el 7 de agosto de 1922.
- Manuel María Mallarino - Presidente de la República entre el 1 de abril de 1855 y el 1 de abril de 1857. También se desempeñó como Rector del colegio.
- Mario Carvajal - Político, literato y periodista. Rector del Colegio de Santa Librada y de la Universidad del Valle, del cual fue uno de los más grandes benefactores de la biblioteca universitaria, la cual lleva su nombre.
- Eustaquio Palacios - Escritor y político Roldanillense, su obra más icónica es El alférez real
- Lucio Chiquito- Ingeniero y Fundador Original de EPM (a enero de 2024) tiene 107 años y aún se encuentra muy lúcido mentalmente.
- Enrique Buenaventura - Actor, dramaturgo, ensayista, narrador, poeta y director